# Dagorath
Dagorath var en russisk trommeslager som er bedst kendt for at have været trommeslager i BlazeBirth Hall-bandet Forest såvel som i sit eget obskure black metal-projekt Rundagor. Han forlod den russiske black metal-scene da Forest begyndte at fokusere mere på nazistiske ideologier i 1998, og blev angiveligt senere myrdet af sine tidligere bandkolleger fra Forest.
I omslaget til split-albummet Hammerkrieg står, at "Rundagor ophørte med at eksistere på grund af Dagoraths forræderi og BlazeBirth Hall's hævn" samt at den "terrorkampagne" som de tilbageværende Forest-medlemmer drev mod ham gjorde at Dagorath flygtede fra byen, og at ingen i øjeblikket ved hvor han er.

## Diskografi

### Med Rundagor
- 1996: Elements of Warmonger (demo)
- 1996: Stronghold of Ruins
- 2004: Hammerkrieg (split med Branikald, Forest, Nitberg og Raven Dark)

## Fodnoter
1. ↑  Forest på Last.fm
2. ↑  Rundagor på Last.fm
3. ↑  Rundagor på Encyclopaedia Metallum
4. ↑  Omslaget til split-albummet Hammerkrieg